# Fons van der Heijden
Franciscus Alphonsus (Fons) van der Heijden (Netersel, 29 januari 1896 – aldaar, 20 september 1944) was een Nederlands verzetsman. Hij was betrokken bij hulp aan onderduikers en geallieerde piloten. Hij werd op de ochtend van 20 september 1944 door Duitse soldaten gefusilleerd.

## Biografie

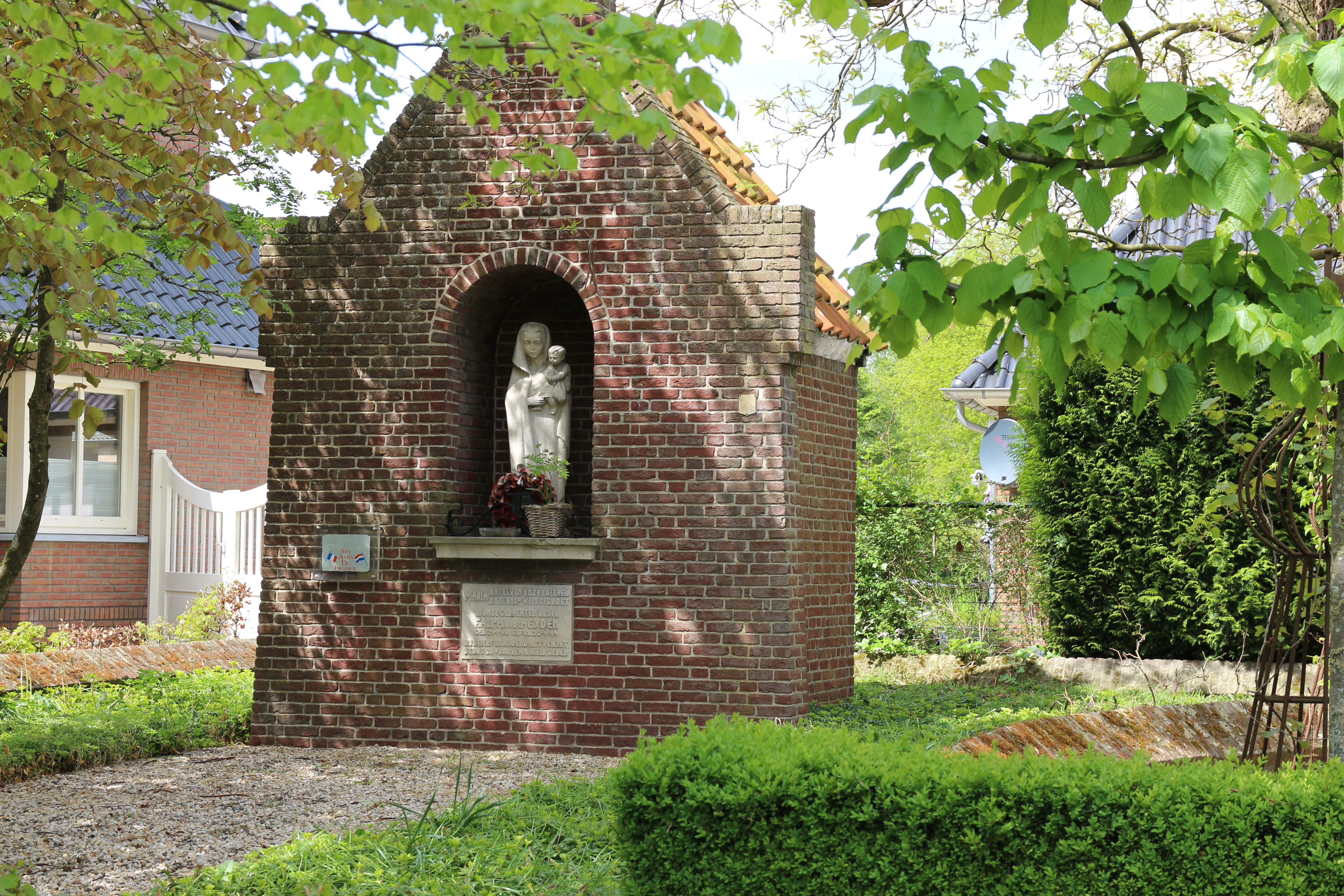
Mariakapel ter nagedachtenis aan Fons van der Heijden

Fons van der Heijden was een actief verzetsman die op zijn boerderij in Netersel gedurende de Tweede Wereldoorlog vele tientallen onderduikers onderdak verleende. Daarnaast was hij een actieve schakel in de zogeheten "Pilotenlijn" een route voor neergeschoten geallieerde piloten, Engelandvaarders, krijgsgevangenen, enz. die via België, Frankrijk en Spanje probeerden Engeland te bereiken. Hij verzorgde vervalste stamkaarten waarmee het voor onderduikers in de regio mogelijk werd om aan voedseldistributiebonnen te komen. Van der Heijden was ook lid van de LO en de P.A.N. In die hoedanigheid deed hij mee aan wapendroppings. Omdat hij als landbouwer in bezit was van paarden en wagens werden de wapens door hem getransporteerd van de droppingszones naar de eindbestemming.
Ook was Van der Heijden actief in de voedselvoorziening. Tijdens de Tweede Wereldoorlog meende de Duitse bezetter het verzet te kunnen afschrikken door gijzelaars gevangen te nemen. Hiervoor werden door de Duitsers Kamp Haaren nabij Tilburg en Kamp Sint-Michielsgestel als interneringskampen ingericht. In deze kampen was een tekort aan alles en dus ook aan voedsel. Fons van der Heijden kende 2 Tilburgse textiel-industriëlen, Van Dooren & Dams en Enneking, die een plan hadden bedacht om te helpen. De textielhandel was ingezakt en de voorraden waren hoog. Ze stelden voor om stoffen beschikbaar te stellen als ruilmiddel voor graan. Van het graan zou op de boerderij brood worden gebakken voor in de kampen. Vanaf mei 1942 tot de laatste week van de oorlog midden september 1944, werden per week zo’n 150 broden gebakken. Bijna 20.000 broden in totaal tijdens de hele oorlog. Beide industriëlen zorgden vervolgens weer voor de distributie naar de kampen.
In de ochtend van 20 september 1944, enkele dagen voordat de Noord-Brabantse Kempen definitief bevrijd zouden zijn, werd hij door Duitse soldaten gefusilleerd. Dit nadat door diezelfde soldaten tijdens een huiszoeking een Amerikaans pilotenuniform werd gevonden. De zwaargewonde piloot die op de boerderij werd verpleegd werd echter niet gevonden.
Dezelfde dag werd in Hapert in de namiddag veekoopman en broer, Johannes Antonius van der Heijden, doodgeschoten door Duitsers die daar aan voorafgaand getracht hadden hem staande te houden.

## Nagedachtenis en monument

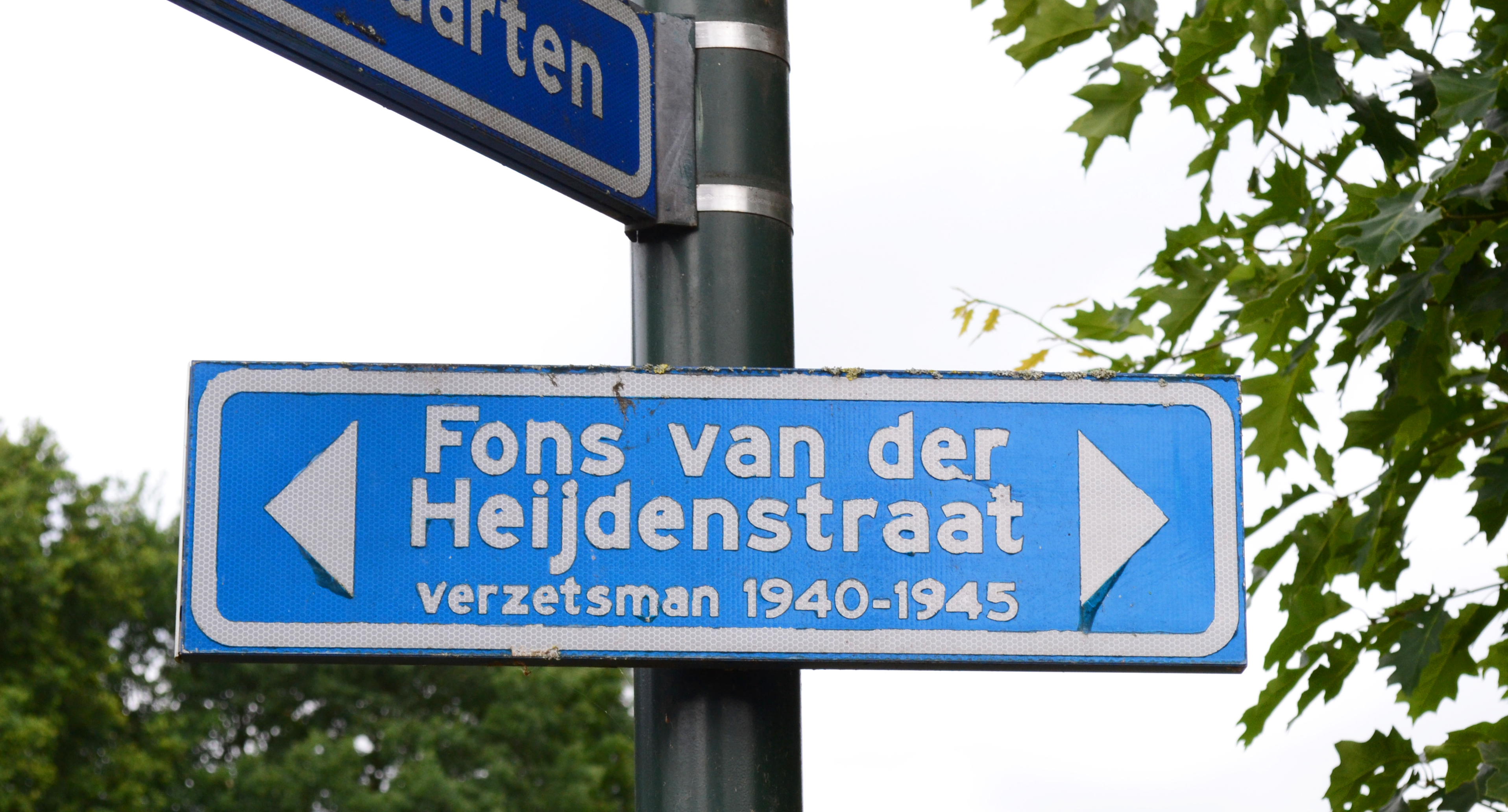
Straat in Netersel vernoemd naar Van der Heijden

Ter nagedachtenis is in 1947 voor Fons van der Heijden een Mariakapel opgericht, vlak bij de plek waar hij werd doodgeschoten. De grond en het kapelletje was vroeger in bezit van de familie maar is later overgedragen aan de gemeente Bladel, om behoud voor latere generaties te garanderen. De oprichting was een initiatief van inwoners van Netersel en oud-onderduikers. Ook is na de Tweede Wereldoorlog in Netersel een straat naar Van der Heijden genoemd (de vroegere Zandstraat).

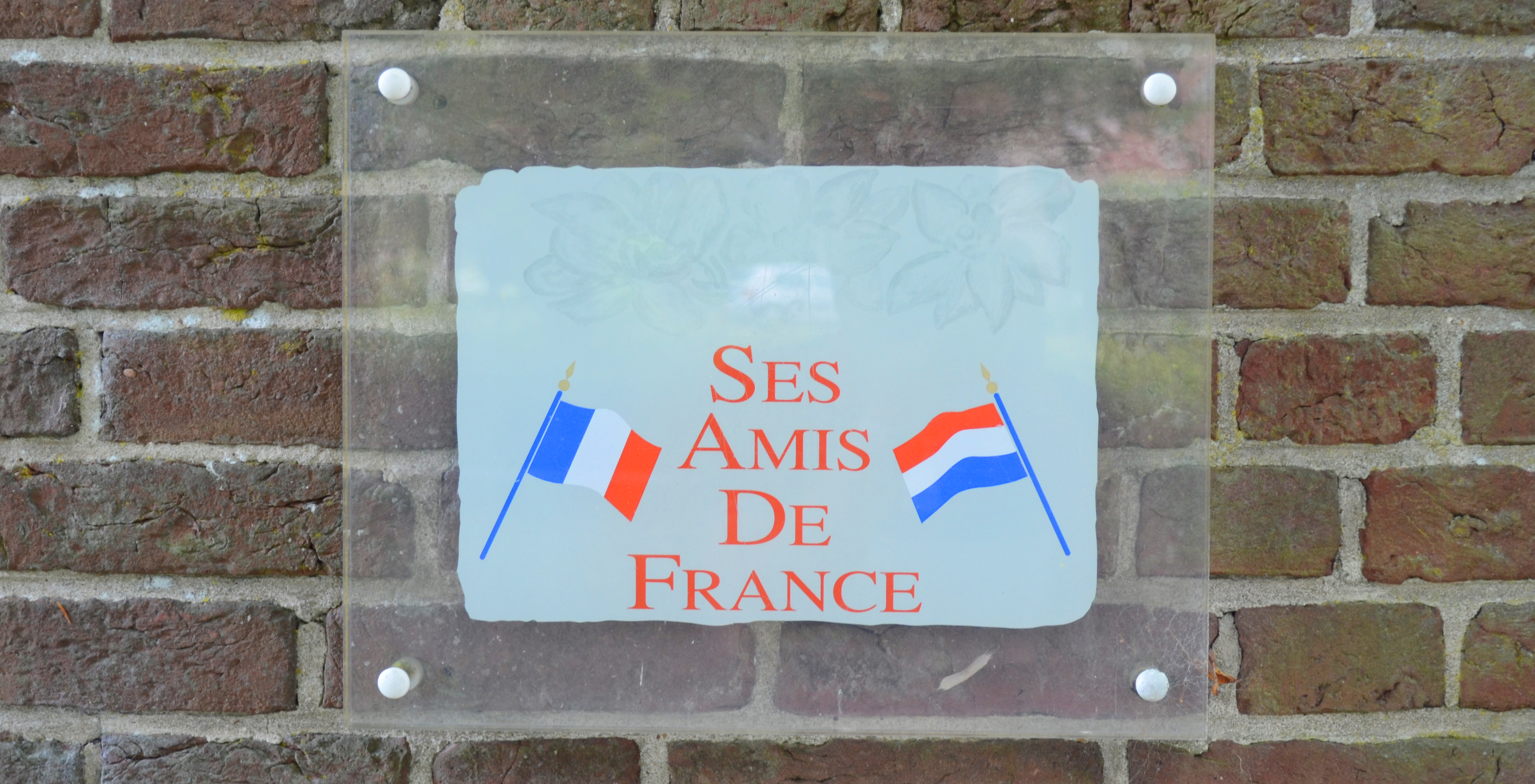
Plaquette, geschonken door 3 Franse krijgsgevangenen die Fons van der Heijden, door België heen, hielp ontsnappen naar Frankrijk

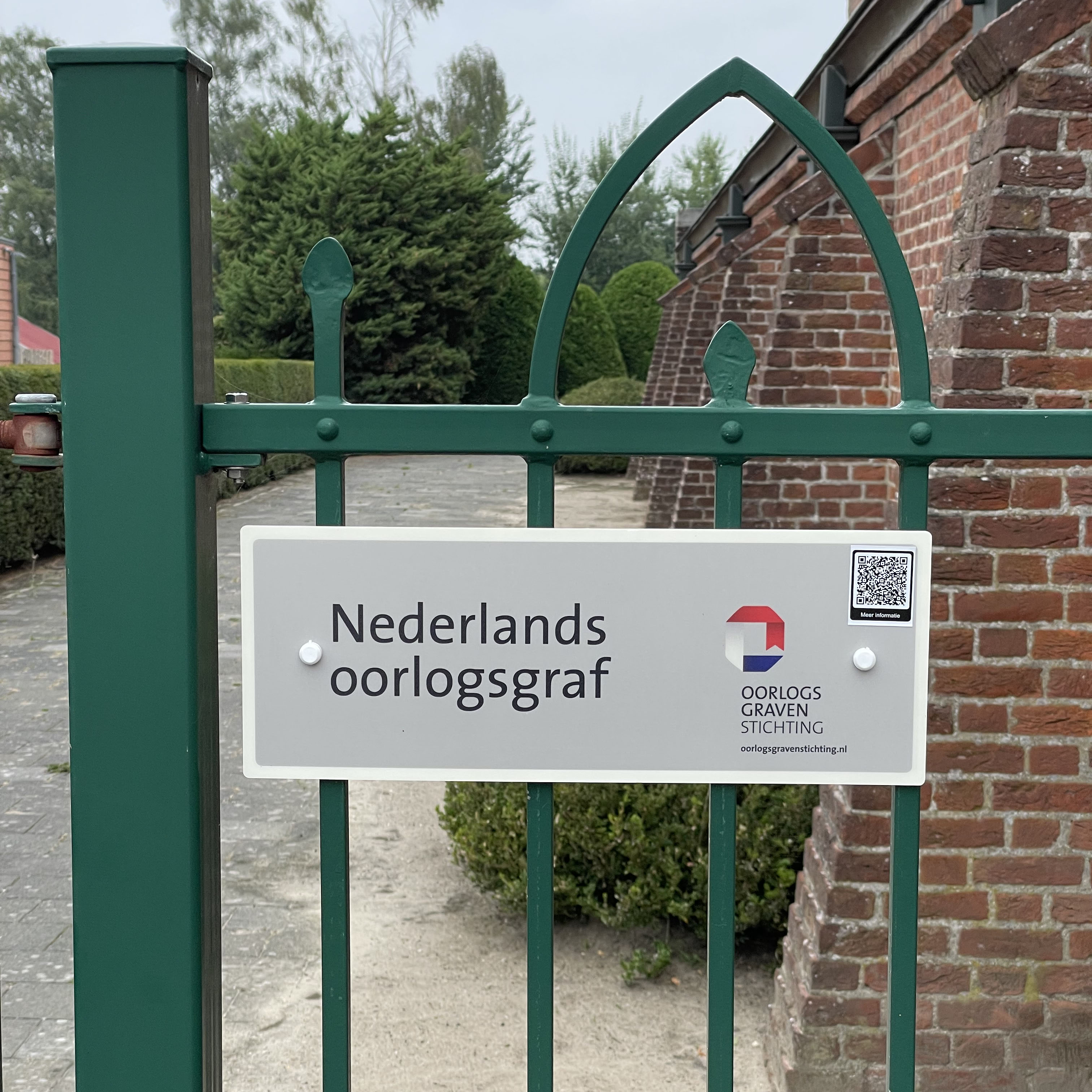
Oorlogsgraf voor Fons van der Heijden op de begraafplaats in Netersel

Fons van der Heijden is opgenomen in de Erelijst van gevallenen 1940 -1945, waar overigens abusievelijk 19 september als overlijdensdatum staat vermeld.
Het graf van Fons van der Heijden is opgenomen in de lijst van de Oorlogsgravenstichting.

## Onderscheidingen
- Postuum ontving hij de Amerikaanse Medal of Freedom, die op 18 januari 1947 in Maastricht aan zijn vrouw werd uitgereikt
- Verzetsherdenkingskruis